# المركز الأوروبي للجرائم الإلكترونية
المركز الأوروبي للجرائم الإلكترونية European Cybercrime Centre EC3 هو هيئة مكتب الشرطة الاوروبية (يوروبول) التابع للاتحاد الأوروبي، ومقره لاهاي، والذي ينسق أنشطة إنفاذ القانون عبر الحدود ضد جرائم الكمبيوتر ويعمل كمركز تقني الخبرة في هذا الشأن.

## تاريخ انشائه
عندما تم إطلاق المركز الأوروبي للجرائم الإلكترونية رسميًا في 11 يناير 2013، لم يكن من المتوقع أن يعمل بكامل طاقته حتى عام 2015. بدأت مع 30 موظفًا، مع خطط للتوسع إلى 40 بحلول نهاية عام 2013. بدأت عملياتها بميزانية تبلغ حوالي 3.6 مليون يورو.

## الهيكل التنظيمي والموظفين الرئيسيين
يقدم رئيس المركز الأوروبي للجرائم الإلكترونية تقاريره مباشرة إلى رئيس اليوروبول. وكان أول شخص ترأس القسم هو الرئيس السابق للاستخبارات المحلية الدنماركية، ترولز أورتينج [الإنجليزية]، الذي غادر اليوروبول في يناير 2015 ليصبح رئيس أمن الاستخبارات في باركليز.

## المسؤوليات والتعاون مع الهيئات الأخرى
تم تكليف المركز الأوروبي للجرائم الإلكترونية بمساعدة الدول الأعضاء في جهودها لتفكيك وتعطيل شبكات الجرائم الإلكترونية وتطوير الأدوات وتوفير التدريب.
يعمل المركز الأوروبي للجرائم الإلكترونية مع مركز الاستخبارات والاوضاع التابع للاتحاد الأوروبي [الإنجليزية] مركز الاستخبارات والاوضاع التابع للاتحاد الأوروبي، ومكتب الأمم المتحدة المعني بالمخدرات والجريمة (UNDCP)، والمنظمة العالمية للجمارك والوكالة الأوروبية لحرس الحدود والسواحل (EBCG)، والمكتب الأوروبي لمكافحة الاحتيال. كشفت البيانات الصحفية في عام 2015 أيضًا أن المركز الأوروبي للجرائم الإلكترونية تعمل مع خدمات الأمن الأمريكية، مثل مكتب التحقيقات الفيدرالي. وهناك بعض التداخل مع مسؤوليات وكالة الاتحاد الأوروبي للأمن السيبراني.
في مؤتمر صحفي يوم 10 فبراير 2014، عند سؤاله عن سرقة الهوية الجماعية التي كشف عنها المكتب الفيدرالي الألماني لأمن المعلومات، قال رئيس المركز الأوروبي للجرائم الإلكترونية آنذاك، ترولز أورتينج، إن وحدته لم تكن مسؤولة عن مكافحة «القرصنة ذات الدوافع السياسية و / أو التجسس ضد مؤسسات الاتحاد الأوروبي».

### الأنشطة
في فبراير 2014، ذكر ترولز أورتينج النجاحات التي حققتها الوحدة في عام 2013. وشمل ذلك ضبط مرتكبي جرائم الإنترنت، مع اعتقال 13 شخصًا. لقد شاركوا أيضًا في مكافحة هجمات البرامج الضارة على البنوك باستخدام شبكات الروبوت - وبالتعاون مع مايكروسوفت وخبراء من مكتب الشرطة الجنائية الفيدرالية الألمانية - قاموا بإزالة الروبوتات المسماة ZeroAccess . في عام 2014، تم الكشف عن تفاصيل عملية Onymous، التي قضت على عدد من مواقع الشبكات المظلمة، بما في ذلك باندورا و Cloud 9 و Hydra و Blue Sky و Topix و Flugsvamp و Cannabis Road و Black Market وSilk Road 2.0 .
في عام 2015، أفادت وسائل الإعلام الأمريكية عن عملية منسقة لمكتب التحقيقات الفيدرالي بمساعدة EC3 للقضاء على Dark0de، وهي أكبر منصة تداول وتواصل باللغة الإنجليزية لمجرمي الإنترنت.

### الدول المشاركة
بالإضافة إلى الدول الأعضاء في الاتحاد الأوروبي، هناك تعاون مع عدد من الدول الأخرى، بما في ذلك أستراليا وكندا ومقدونيا الشمالية والنرويج وسويسرا وموناكو والبوسنة والهرسك وكولومبيا ومولدوفا وروسيا وتركيا وصربيا والجبل الأسود وأوكرانيا والولايات المتحدة.

## روابط خارجية
- الموقع الرسمي